# Organisme nuisible
 (novembre 2023).

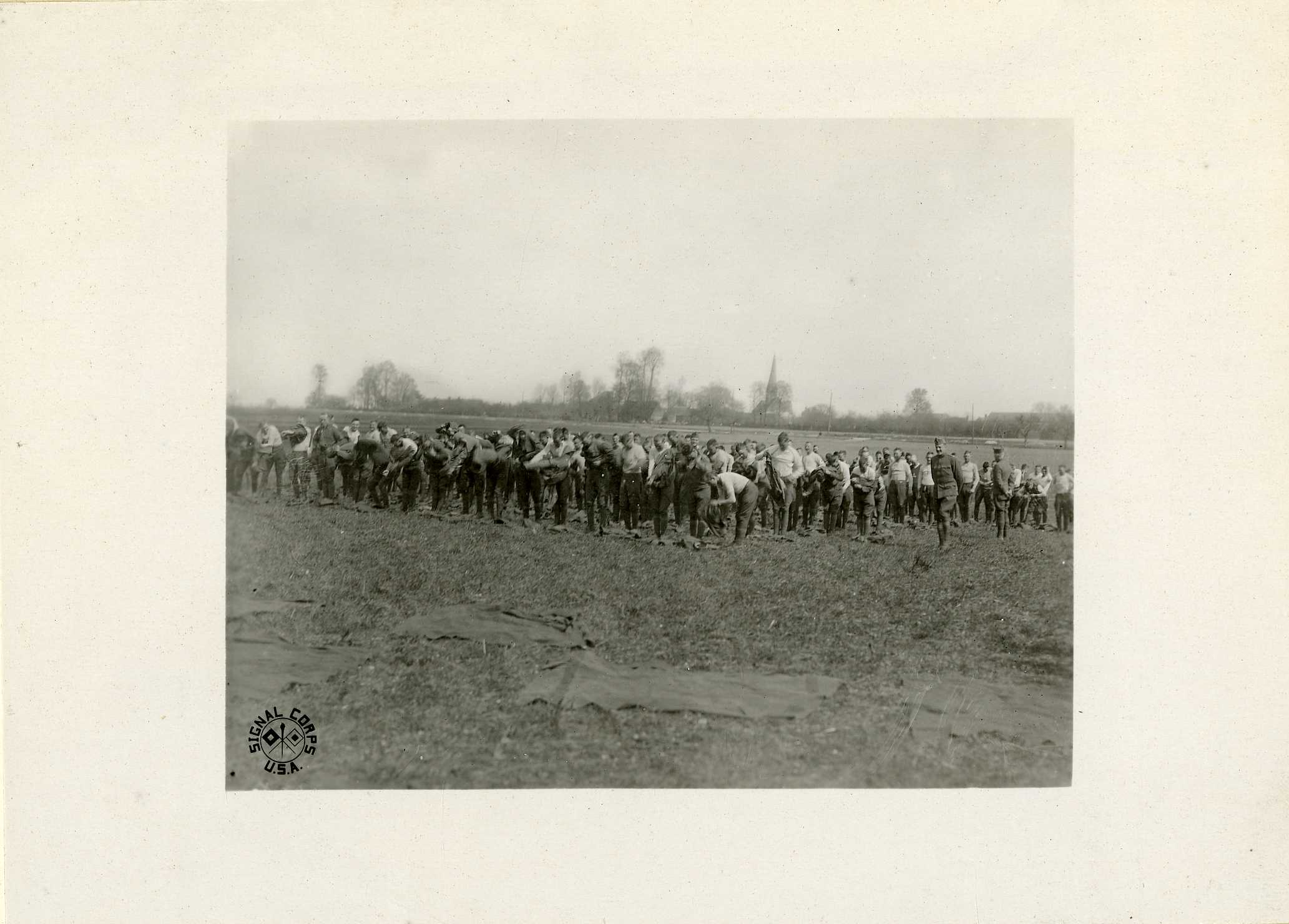
Inspection de soldat américains (28th Infantry Regiment ; United States) et de leurs vêtements, afin de combattre la vermine (puces, poux, morpions) qui infestaient souvent les soldats lors de la première guerre mondiale (France, 24 avril 1918).

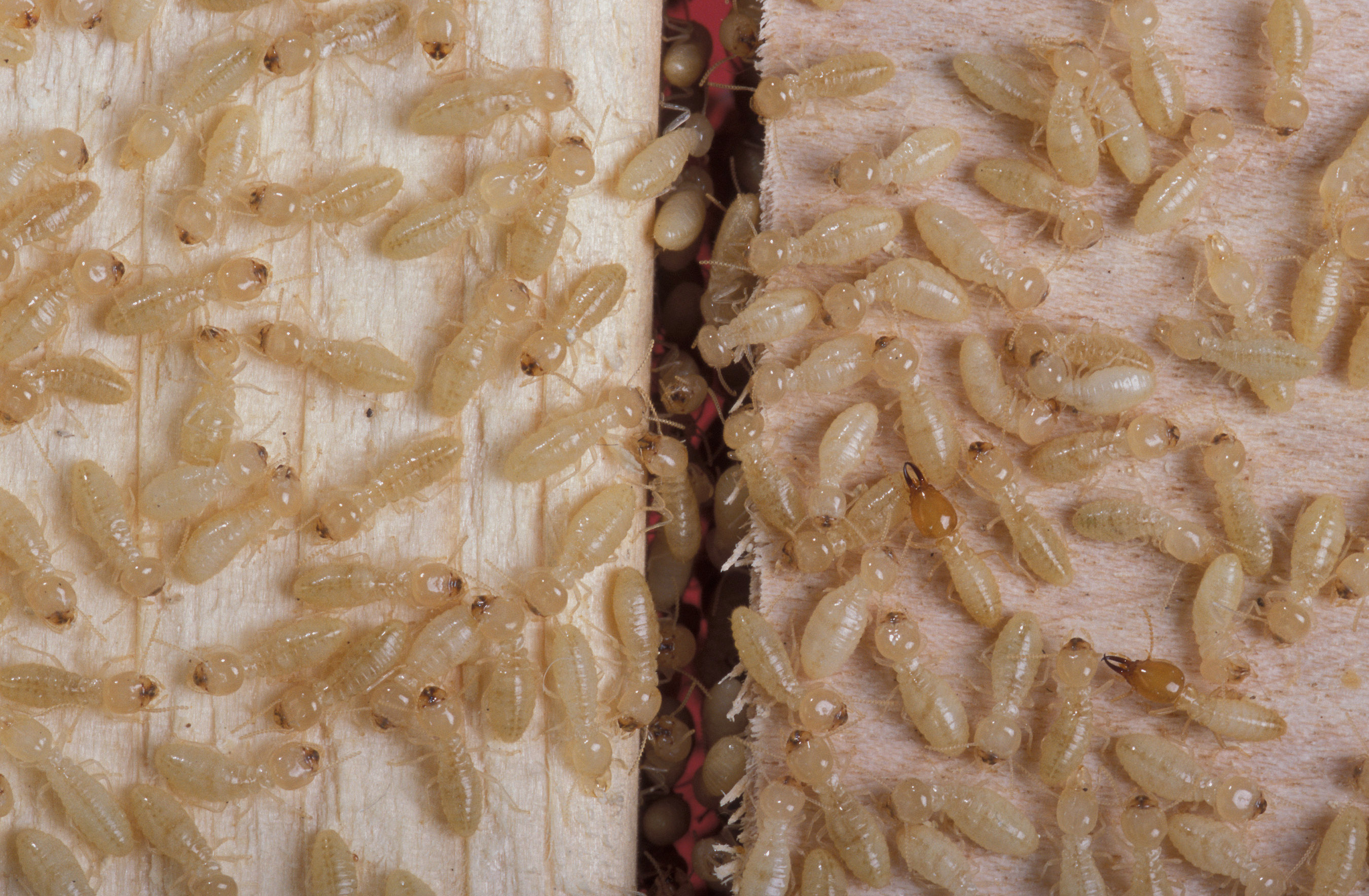
Comme ces termites, la plupart des espèces dites nuisibles sont des espèces se reproduisant rapidement et capables de fortes pullulations (espèces à stratégie r).

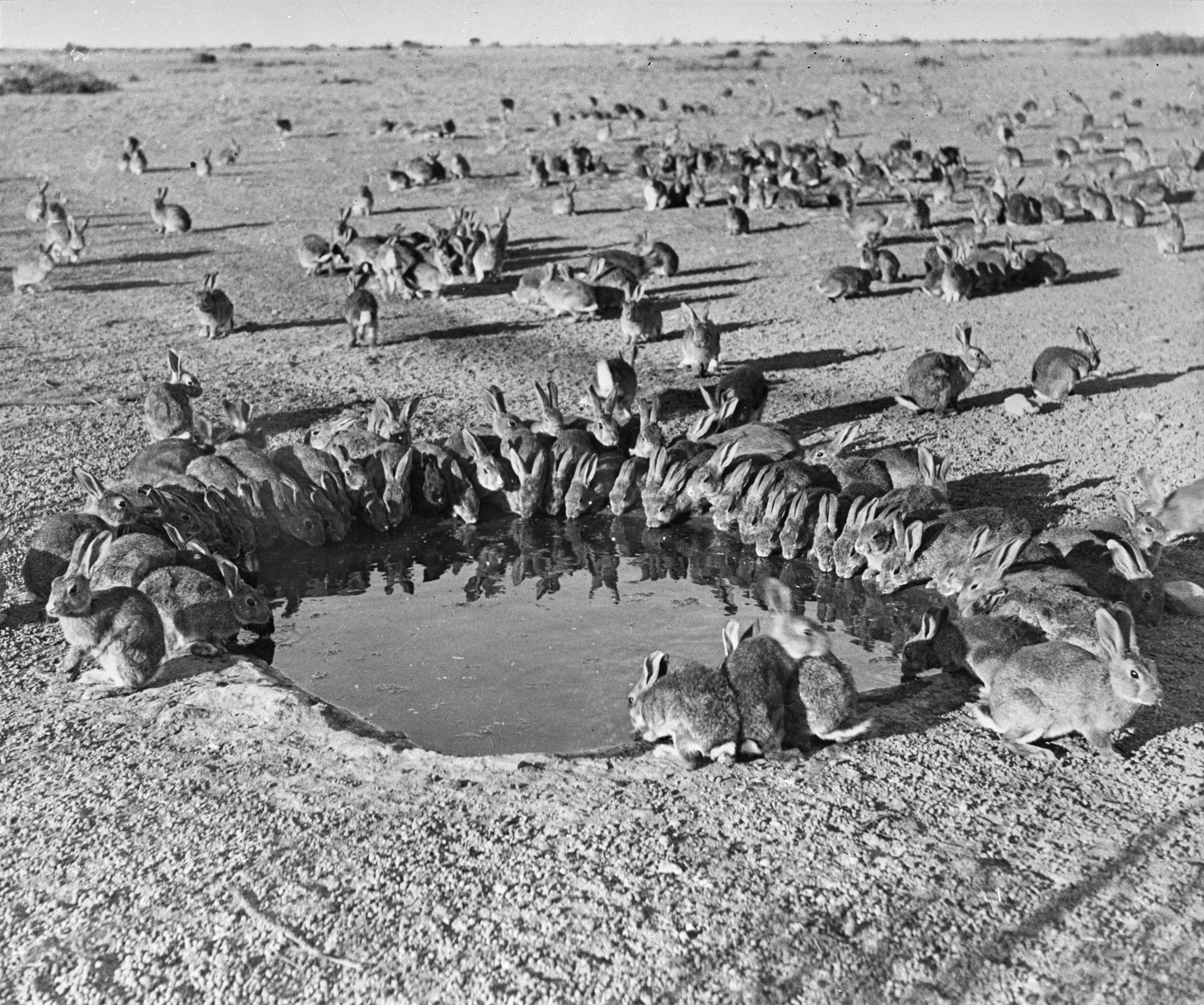
Les espèces invasives ont souvent été introduites, tel le lapin de garenne introduit par les colons en Australie. On a tenté d'utiliser la myxomatose pour l'éradiquer, sans succès durable (ici en 1938, dans un site d'expérimentation australien (Wardang Island).

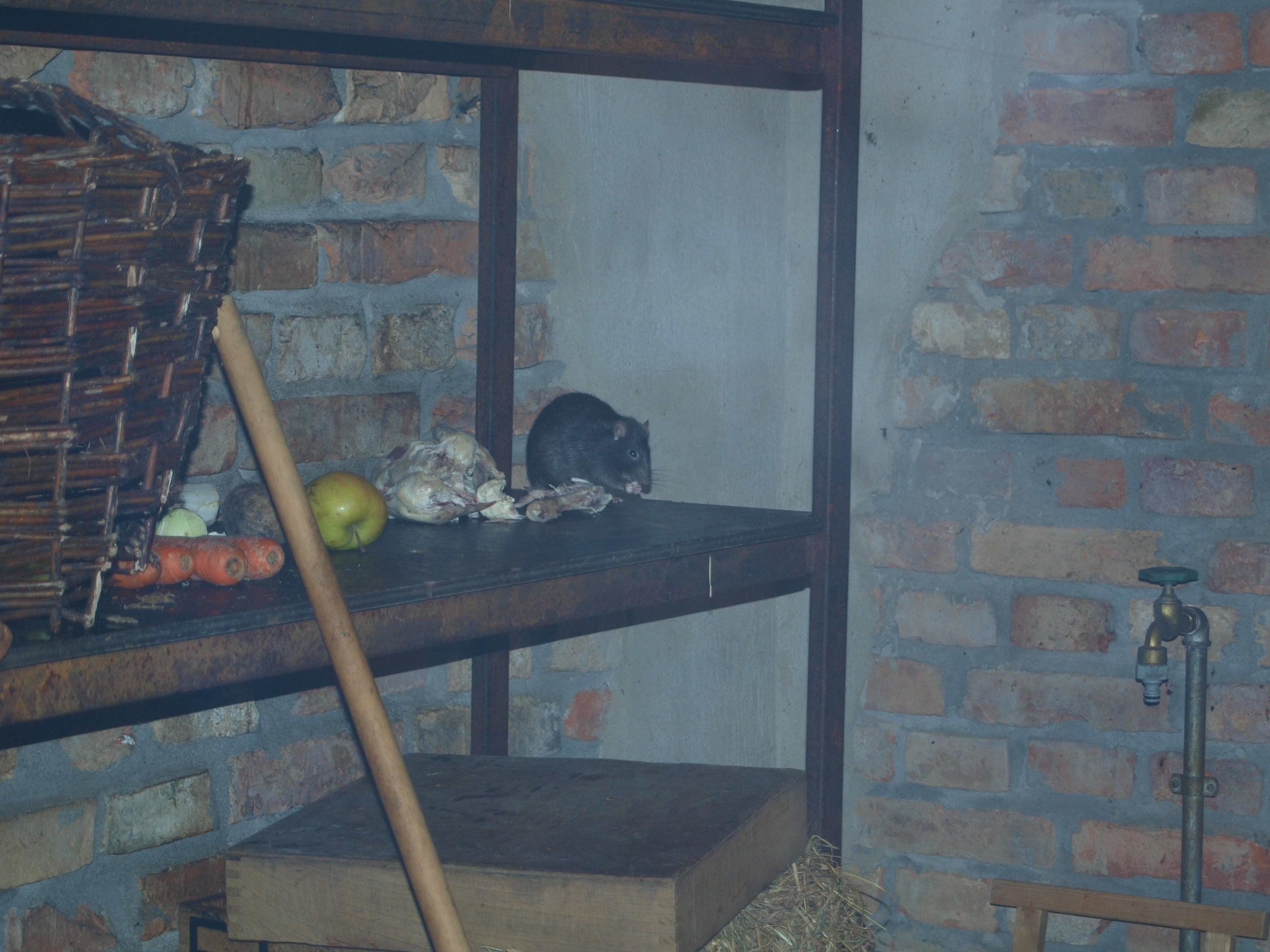
La souris et le rat en tant que commensaux de l'homme et déprédateurs des stocks de nourriture comptent parmi les espèces source de pertes économiques importantes. Ils sont aussi vecteurs de pathogènes.

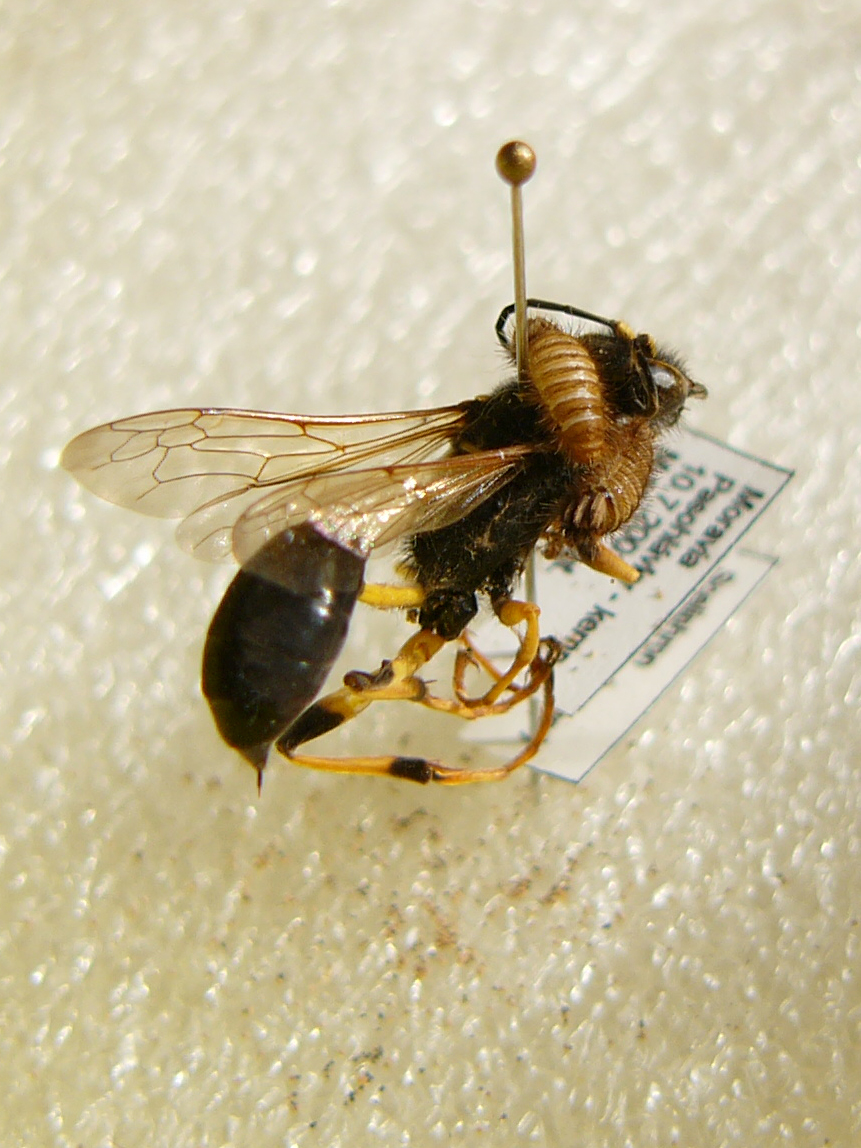
Deux larves dAnthrenus verbasci s'en sont pris à ce spécimen de Sceliphron destillatorius d'une collection entomologique.

Un organisme nuisible (ou parfois dit « malfaisant », « déprédateur », « ravageur », « vermine » ou « peste » ou, en France, ESOD pour Espèces susceptibles d'occasionner des dégâts) est un organisme dont tout ou partie des activités a des effets considérés comme néfastes par certains acteurs pour la santé publique et/ou pour le bon déroulement de certaines activités humaines (agriculture, pisciculture, gestion cynégétique, sylviculture, etc.).
Il peut s'agir de plantes, d'animaux (dits prédateurs ou déprédateurs), de champignons, de bactéries ou mycoplasmes, de virus, etc. Lorsqu'il s'agit de parasites, d'agents pathogènes ou phytopathogènes, on parle notamment de "nuisibles". Autrefois, les petites créatures grouillantes étaient estimées nuisibles et  étaient familièrement appelées vermine. C'est un concept devenu sémantiquement ambigu (par exemple, un même parasite sera considéré comme nuisible s'il s'attaque à une espèce domestiquée, mais pas s'il s'attaque à une espèce sans intérêt commercial ou paysager). Ainsi, le renard a longtemps été considéré comme l'un des « nuisibles » car il mangeait les poules non enfermées, alors qu'il est aussi l'un des premiers prédateurs des souris et des campagnols, dont les dégâts économiques aux cultures et à l'arboriculture peuvent être bien plus importants (et alors que ces deux espèces proies du renard sont elles-mêmes considérées comme nuisibles).
Dans le cadre de la défense des cultures, les organismes nuisibles sont appelés bioagresseurs.
Ce concept semble de plus en plus source de conflits et de controverses voire de dissonance cognitive depuis au moins 50 ans : « Au cœur de ces conflits se jouent tout d’abord des questions de catégorisation et de définition. Il n’est plus d'animaux que l'on pourrait classer une bonne fois pour toutes dans la catégorie des nuisibles, du gibier ou du grand prédateur, sans que ces définitions ne donnent lieu à des débats contradictoires, ici ou ailleurs. L’émergence de définitions contre-intuitives comme celle de « nuisible utile » ou celle de « prédateur protégé » résulte de ce processus qui peut conduire à l’hybridation de catégories historiquement exclusives les unes envers les autres ». La notion même de nuisibilité recouvre des réalités de nature très différente (nuisibilité vitale, économique, environnementale, esthétique, commoditaire…) et, pour un organisme nuisible, les écologues ne peuvent pas prendre en compte la multiplicité et la complexité de ses interactions trophiques et non trophiques ou déterminer de manière fiable son seuil de nuisibilité

## Histoire du concept
Cette notion héritée du XIXe siècle a été très utilisée et l'est encore dans les domaines de l'agriculture, de la pisciculture et de la sylviculture, ainsi que du jardinage ou de l'hygiénisme. Elle a été progressivement remise en cause dans la seconde moitié du XXe siècle, d'abord dans le monde scientifique et naturaliste car source de biais, non scientifiquement justifiable, et parce qu'ayant justifié des excès en matière de gestion de ces espèces, en particulier quand l'élimination de certaines espèces est devenu « un but absolu au mépris de leur participation à certains cycles biologiques ou au principe général de conservation d’une réelle biodiversité ».
Ainsi, et à titre d'exemple : dans un livre paru (3e réédition) en 1967, intitulé Les animaux dits nuisibles à la chasse, A. Chaigneau ex-professeur à l'École des Gardes fédéraux, écrivait : « Tout ceci ouvrira peut-être les yeux à bon nombre de chasseurs et d'agriculteurs trop portés à juger rapidement un animal comme nuisible, indifférent ou utile. Ce que personnellement je considère comme un tour de force en toute honnêteté, et je conclus comme beaucoup d'autres prédécesseurs Mandon, de Poncins et bien d'autres, qu'il n'y a pas d'animaux spécifiquement nuisibles ».
En 1979, un groupe d'associations et de « nombreux scientifiques, naturalistes ou simples amis de la Nature » écrivent au préfet du Rhône en demandant « que la notion de nuisible soit supprimée des textes et arrêtés préfectoraux réglementant la chasse au niveau départemental ». Cette même année, un article de M. Henriot publié dans la revue Le Chasseur français, titré « Les animaux dits nuisibles » va dans le même sens : « Cette appellation est encore en usage pour la commodité du classement. Mais il est bien admis qu'il n'existe pas véritablement d'animaux nuisibles ». En 1981, une autre revue consacrée à la chasse (Plaisir de la Chasse) publie un article dans lequel P. Gramet dit qu'il faut « bannir » ce terme : « C'est dans cette optique qu'il apparaîtrait judicieux de bannir des conversations et des écrits les termes d' "utiles" ou de "nuisibles" ».
Mi-1979, l'expression « destruction de nuisibles » est remplacée dans l'arrêté du 12.6.1979 (Journal officiel 22.8.1979) par l'expression « régulation de populations », mais elle réapparaitra périodiquement, notamment car figurant toujours dans le Code rural et de la pêche maritime. Pour la première fois depuis plusieurs décennies, un arrêté (du 12 juin 1979 liste 12 mammifères et 6 oiseaux en précisant qu'ils peuvent être tirés « en vue de la régulation de populations », mais sans jamais les qualifier de « nuisibles ». Il n'est plus ici question d'éradiquer une espèce ; on tolère l'animal tant qu'il ne fait pas preuve de prolifération ; deux nouveaux enjeux sont donc de 1) s'accorder sur les limites à fixer à la démographie ou à la population d'une espèce et 2) sur le nombre réel de ces animaux (ce qui pose la question de la fiabilité des comptages ou évaluations de populations).
Selon André Micoud en 1993, les oppositions qui évoluent depuis 50 ans entre partisans et détracteurs du mot « nuisible » révèleraient deux visions du monde, du droit et de la naturalité qui s'affrontent.
Elles révèlent aussi un double processus en cours ; un processus de « réhabilitation » et de « reproblématisation », qui vise à faire considérer l'espèce autrefois dite nuisible comme une espèce sauvage qui est l'un des éléments de l'écosystème et qui pose certains problèmes, qu'on peut chercher à mieux comprendre et auxquels on peut trouver des solutions autres que l'élimination locale ou l'éradication pure et simple. Un glissement sémantique s'est également opéré - selon lui - entre la menace envers l'activité humaine qui était autrefois le critère de nuisibilité et la « menace que la prolifération fait peser sur l'écosystème ». D'autres glissements sémantiques sont observés : on parle ainsi de « prélèvement » au lieu de « destruction », et un vocabulaire moins péjoratif et plus neutre semble se développer, avec par exemple les expressions « petits prédateurs », « petits mammifères » ou « mustélidés » qui remplacent peu à peu celle de « puants » ou de « nuisibles » dans le cas des petits carnivores. Dans le même temps la notion de destruction (longtemps assimilable à une volonté d'éradication) est remplacée par celle de régulation et celle de « gestion de la démographie d'une espèce », s'élargit à celle, plus écosystémique de gestion du biotope et de l'habitat.
La tendance est à la mise en place de processus de « régulations de populations sur la base des dégâts réellement occasionnés et des dynamiques propres des espèces concernées » et les mots « nuisibles et malfaisants » pourraient être remplacés par celui de « déprédateur », « posant la question de leurs dégâts et non de leur simple existence dans l’écosystème », mais des sources d’ambiguïtés persistent notamment car le mot « nuisible » a deux acceptions administratives différentes dans deux dispositifs distincts :
1. l’article L. 427-6 vise les opérations de destruction (ou « régulation » administratives) « ordonnées par le préfet, réalisées sous la supervision des lieutenants de louveterie, et ce quel que soit le statut de l’espèce (y compris espèce protégées au titre des articles L. 411-1 et L. 411-2 du Code de l’environnement), pour des spécimens provoquant des nuisances ou des dégâts »[4] ;
2. l’article L. 427-8 cadre un système de « destruction d'espèces classées juridiquement comme nuisibles (et qui ne sont donc pas des espèces protégées), qu’elles soient exotiques envahissantes, ou indigènes »[4].

Après la Première Guerre mondiale, l'arrivée de l'adduction de l'eau dans le milieu rural a encouragé la suppression des mares et des zones humides jugées abriter trop d'espèces nuisibles pour le bétail (douve du foie par exemple). Bien qu'il y ait consensus sur l'importance des zones humides en matière de services écosystémiques et en tant qu'abritant environ 1/4 de la biodiversité spécifique, en France, un maire, à défaut le préfet peuvent encore ordonner la suppression des mares communales ou des mares privées (aux frais du propriétaire ou de la commune) en raison de « dispositions (…) codifiées à droit constant dans le code général des collectivités territoriales en 1996. Ces dispositions sont devenues clairement obsolètes : en pratique, ce texte n'est plus utilisé, compte tenu de la disparition des causes d'insalubrité des mares. De plus, ces textes sont incompatibles avec le code de l'environnement qui proclame que la protection des zones humides est d'intérêt général. Par ailleurs, il existe d’autres outils permettant de supprimer ou de faire entretenir ces mares en cas d’impératif de santé publique ».

## Notion de nuisible en écologie
Cette notion n'existe pas en écologie, discipline pour laquelle tous les animaux jouent un rôle dans l'écosystème et dans leur niche écologique ou agroécologique ; les écologues parleront plutôt de déséquilibre écologique, de rupture des équilibres prédateurs-proies, d'espèce exotique envahissante ou d'« espèces localement et momentanément proliférante », d'où les concepts d'espèces « à problèmes », de « populations à limiter » ou à « contrôler » apparus au XXe siècle, alors que la science montrait peu à peu que de nombreux problèmes de « nuisibilité » étaient en réalité des problèmes de déséquilibres, souvent causés par des espèces (animal, plante, champignon, bactérie, virus) confrontées à un changement anthropique du milieu les surfavorisant, ou introduites artificiellement hors de leur milieu d'origine dans un nouveau milieu où elles n'ont pas de prédateurs.
L'élimination locale ou totale de certains prédateurs naturels par l'Homme a aussi pu favoriser leurs espèces-proies alors plus susceptibles de proliférer et poser problème.
De même l'offre d'une nourriture nouvelle ou abondante, ou encore le développement d'antibiorésistances et de résistances aux pesticides (ex. : résistance aux rodenticides ou aux biocides peuvent rendre une espèce banale ou rare envahissante et source de problème. La disparition de ses ressources alimentaires naturelles peut aussi modifier le comportement d'une espèce en la rendant « problématique » pour l'Homme).
Ceci explique que des espèces autrefois officiellement considérées comme nuisibles sont aujourd'hui protégées et doivent parfois bénéficier de programmes de réintroduction tant cette image de nuisibilité leur a nui : c'est par exemple le cas en France d'animaux tels que le lynx, l'ours, le Hamster d'Europe, la loutre, le castor ou les rapaces, dont les vautours qui ont failli disparaître en dépit des services écosystémiques et de régulation de déprédateurs que certains rendaient.

## Notion de nuisible en protection des végétaux
Dans le domaine de la protection des végétaux (autrefois dite « protection des cultures »), un organisme nuisible est un organisme vivant appartenant au règne animal ou végétal, ainsi que les virus, bactéries ou autres agents pathogènes, dont la présence n'est pas souhaitée en raison d'un effet néfaste pour les végétaux ou les produits végétaux. On parle de « ravageurs » pour les animaux déprédateurs ou parasites des plantes, et de maladies pour les attaques de champignons, bactéries, phytoplasmes et virus.
Ces organismes nuisibles sont qualifiés par l'autorité administrative (gestionnaire du risque) en « dangers sanitaires » suivant une liste qu'elle décide après travaux de l'ANSES (évaluateur du risque) et avis consultatif du CNOPSAV (Conseil national d'orientation de la politique sanitaire animale et végétale est placé auprès du ministère de l'agriculture). Ces « dangers sanitaires » sont classifiés en trois catégories suivant l'objet de leur nuisibilité (confer article L. 201-1 du Code rural et de la pêche maritime).
En application de l'article L. 251-3 du Code rural, les espèces considérées en France comme des ravageurs des végétaux sont tous les ennemis de ceux-ci (ou des produits végétaux), qu'ils appartiennent au règne animal ou végétal et se présentent sous quelque forme que ce soit :
En pratique, ils représentent :
- des mammifères : principalement des rongeurs tels que mulot, campagnol, lapin de garenne mais aussi d'autres genres comme la taupe (qui est protégée en Allemagne), le sanglier ou le chevreuil ;
- des oiseaux (corbeau freux, corneille noire, étourneau sansonnet, pie bavarde, pigeon ramier. La France est l'un des rares pays d'Europe à les considérer nuisibles ;
- des mollusques (limace, escargot) (qui est lui strictement protégé en Suisse) ;
- des arachnides (acariens, comme les tétraniques ou araignées rouges) ;
- des insectes (insectes ravageurs, groupe de loin le plus important) ;
- des myriapodes (mille-pattes, blaniule) ;
- des nématodes (anguillules).

Les végétaux supérieurs peuvent aussi être des ennemis des végétaux :
- plantes parasites (gui, cuscute, orobanche, rhinanthe…) ;
- mauvaises herbes, dont l'action néfaste sur les cultures s'exerce, en tant que parasites indirects, par une concurrence pour l'accès aux éléments nutritifs, à l'eau, à la lumière et à l'espace.

Les végétaux peuvent aussi être, eux-mêmes, reconnus comme dangers sanitaires de nature à nuire à la santé humaine (L. 201-1 du Code rural al 1).

## Processus de définition du risque invasif pour une espèce
Trois éléments-clé semblent faire qu'une espèce posera problème :
- l'entrée d'un organisme potentiellement nuisible, ou un évènement favorisant l'espèce dans un territoire où il était soit absent, soit présent mais peu disséminé ou en faible population (naturellement ou en raison d'une lutte organisée) ; Le dérèglement climatique ou d'autres changements globaux (acidification, pollution, pollution lumineuse, mondialisation des échanges et développement des transports…) pourraient expliquer certaines adaptations d'espèces à de nouveaux contextes ou territoires ;
- l’établissement de l'organisme : l'espèce est adaptée à un nouvel environnement ou s'y est récemment adaptée et peut se perpétuer, en proliférant (déjà ou dans un avenir prévisible) ;
- la dissémination, qui permet une extension de la distribution géographique ou des phénomènes de rapide recolonisation.

## Catégorisation administrative
Catégoriser un organisme dit « nuisible » vise à déterminer s'il présente ou non les caractéristiques d'un organisme de quarantaine ou d'un organisme réglementé non de quarantaine.
L'enjeu est de déterminer s'il présente une nuisibilité assez importante pour justifier des mesures de protection (des cultures, des élevages ou d'activités agroalimentaires ou sanitaires) rendues obligatoires par la réglementation.
La catégorisation est la première étape du processus d'évaluation du risque (« phytosanitaire » en agriculture, zootechnique en élevage, sanitaire en santé publique) lié à l'introduction d'un organisme nuisible dans une zone de production.
Globalement, la catégorisation se base sur les critères suivants :
- identité de l'organisme : l'unité taxonomique généralement employée est l'espèce. Si un niveau taxonomique inférieur à l'espèce est employé, il faut démontrer que des facteurs comme les différences de virulence, la gamme des plantes hôtes, ou les relations avec les vecteurs influencent significativement le risque phytosanitaire ;
- présence ou absence dans tout ou partie de la zone étudiée (l'organisme dit « nuisible » est-il largement disséminé ou non ?, quelles sont les conditions de son établissement et de sa dissémination dans la zone étudiée, en fonction des conditions anthropiques (transports, vecteurs, hôtes alternes, porteurs sains…), écologiques, du climat (y compris sous abris, tunnels, serres…), des espèces hôtes (ou proches)… ;
- risques de conséquences économiques, sanitaires, sociales ou environnementales inacceptables dans la zone étudiée.
- situation réglementaire concernant le contrôle de cet organisme.

## Domaines concernés
Les grands domaines et secteurs concernés sont :
- l'agriculture (protection des plantes) et l'environnement (protections des végétaux non cultivés) ;
- l'élevage (activités vétérinaires et zootechniques visant la protection des animaux d'élevage, domestiques et de compagnie) ;
- le domaine de la santé publique (pour certains microbes et parasites de l'Homme…) ;
- les sphères administratives, urbaines et privées (lutte contre les rongeurs, termites, blattes, mouches, etc.) ;
- la gestion cynégétique.

### Techniques de lutte
Les organismes nuisibles des plantes peuvent être combattus par différentes méthodes :
- la veille sanitaire (ancien avertissements agricoles…) et la surveillance sanitaire de terrain ;
- des méthodes indirectes (prévention, lutte intégrée) ;
- des méthodes directes :
  - lutte physique ou mécanique (ex. : désinsectiseur électrique) ;
  - lutte chimique à l'aide de produits phytopharmaceutiques dans le domaine de la protection des cultures; ou produits biocides, insecticides vétérinaires ;
  - lutte biologique, qui demande de bien comprendre les mécanismes écologiques ou agroécologiques expliquant la pullulation d'une espèces ainsi que ses facteurs naturels de régulation (ex. : L'introduction de la myxomatose chez les lapins a eu des résultats qui ont dépassé les prévisions en Europe, mais non en Australie).

### Aspects légaux
Dans certains pays, la notion d'espèce nuisible est définie juridiquement ou l'a été.

#### EnFrance
Dans ce pays, c'est le code de l'environnement qui définit les conditions d'exercice de la chasse, et la façon dont une espèce peut être déclarée « nuisible ».
Depuis 2016, l'expression « d'espèce nuisible » a été remplacé par celle « d'espèce susceptible d’occasionner des dégâts » (ESOD), cependant parmi les ESOD les espèces dites de "la deuxième catégorie" sont officiellement classées nuisibles et ce après avis de la commission départemental de la chasse et de la faune sauvage.
Le Code rural définit les « dangers sanitaires » et les conditions de la surveillance, de la prévention et de la lutte aux fins de la protection des végétaux cultivés et non cultivés (les ESOD sont le plus souvent polyphages ce qui nécessite une approche globale de la protection des végétaux, confiée aux DRAAF [au sein desquelles le SRAL - Service régional de l'alimentation] pour les dangers sanitaires relevant de la responsabilité de l’État (dit de catégorie 1) au motif d'un intérêt général, et/ou aux FREDON et leurs membres GDON (Groupements de défense contre les organismes nuisibles) pour les dangers sanitaires dit de catégorie 2 (intérêt collectif) ou de catégorie trois (intérêt privé). À noter que les FREDON reconnues « Organismes à Vocation Sanitaire » par la puissance publique interviennent aussi en qualité de délégataire pour la surveillance, la prévention et la lutte contre les dangers sanitaires relevant de la responsabilité de l’État (dit de catégorie 1). Ces délégations qui concernent un diagnostic phytosanitaire en matière de surveillance des organismes réglementés et émergents (SORE), de passeport phytosanitaire européen (PPE), et d'Export (nb : le contrôle à l'importation relève de la responsabilité exclusive des services de l’État), confèrent en pratique aux FREDON une légitimité légale sur l'ensemble des dangers sanitaires pour l’objectif de la protection des végétaux.
Les ESOD sont classées, en trois groupes pour au moins l'un des motifs suivants :
1. l'intérêt de la santé et de la sécurité publiques[15]; (Cf. protection contre la rage à l'époque où elle sévissait en France, avant la distribution de vaccins aux animaux sauvages);
2. Pour assurer la protection de la flore et de la faune[15] ;
3. Pour prévenir des dommages importants aux activités agricoles, forestières et aquacoles[15] ;
4. Pour prévenir les dommages importants à d’autres formes de propriété (ne s’applique pas aux espèces d’oiseaux) et dès lors qu’il n’existe aucune autre solution satisfaisante[15].

« L'appréciation de ces critères fait l'objet de discussions, voire de polémiques et de contentieux. Ainsi, l'arrêté du 21 mars 2002 avait retiré la belette, la martre et le putois (protégés dans d'autres pays européens) de la liste des animaux susceptibles d'être classés nuisibles en France. L'arrêté du 6 novembre de la même année les y a replacés. En 2012, cette liste ne comprenait plus que trois espèces : le Lapin de garenne (Oryctolagus cuniculus), le Pigeon ramier (Columba palumbus) et le Sanglier (Sus scrofa). »

Le Conseil d'État ou les tribunaux sont régulièrement saisis à propos de classements d'espèces jugés injustifiés parmi les nuisibles.
« Le propriétaire, possesseur ou fermier, procède personnellement aux opérations de destruction des animaux susceptibles d’occasionner des dégâts, y fait procéder en sa présence ou délègue par écrit, le droit d’y procéder ». Le délégataire ne peut percevoir de rémunération pour l'accomplissement de sa délégation 
.
- 1er groupe (ou catégorie I) : En 2023, six espèces envahissantes sont classées ESOD sur l'ensemble du territoire métropolitain : le chien viverin, le raton laveur, le vison d’Amérique, le ragondin, le rat musqué et la bernache du Canada ; par arrêté ministériel, pour une année renouvelable, fixant la liste d'espèces concernées et leurs modalités et périodes de destruction autorisée[19] ;

- 2e groupe (ou catégorie II) : une dizaine espèces (renard, certains mustélidés et corvidés[20] et étourneaux) sont régulièrement proposées au classement ESOD par arrêté ministériel triennal sur la base d'une proposition de liste départementale établie par le Préfet[21] fixant les espèces susceptibles d'occasionner des dégâts.

- 3e groupe (ou catégorie II) : annuellement, quelques espèces sont classées ESOD par arrêté préfectoral[22] valable un an si les particularités locales le nécessitent (lapin de garenne, pigeon ramier et sanglier).

Pour le piégeage, en cas de capture accidentelle d’animaux n’appartenant pas à une espèce classée susceptible d’occasionner des dégâts, ces animaux doivent être « immédiatement relâchés ».
En 2017, un projet de décret devrait remplacer le mot « nuisibles » par l'expression « susceptibles d’occasionner des dégâts », dans le titre II « chasse » du livre IV « patrimoine naturel », article 5 du projet de décret pris en application la loi du 08/08/2016 qui a supprimé les termes « nuisibles et malfaisants » appliqués aux animaux sauvages classés comme « nuisibles », pour les remplacer par les mots « susceptibles d’occasionner des dégâts ».

Plusieurs articles réglementaires du Code de l'environnement sont concernés par ce changement rédactionnel, mais il reste symbolique, car le dispositif de régulation existant pour ces espèces sauvages ne change en rien.
Le même projet de décret prévoit pour les listes d'animaux sauvages indigènes susceptibles d’occasionner des dégâts, que la validité de l'arrêté ministériel du 30 juin 2015 (relatif à leur classement) soit prolongé jusqu'au 30 juin 2019 (contre le 30 juin 2018 auparavant) sauf si (comme pour le classement précédent) le Conseil d'État venait invalider ce texte. Dès le 1er juillet 2019, le classement triennal devrait passer à un classement pour six ans, ce qui est présenté comme une simplification réglementaire et une synchronisation de ce dossier avec celui du rapport que l'État doit faire sur la conservation des espèces sauvages à la Commission Européenne (tous les six ans). Le contenu du décret reste soumis à la jurisprudence du Conseil d'État précise le ministère de l'Environnement (en août 2014 une vingtaine d'arrêtés de 2012 qui autorisaient la destruction par piégeage ou par tir d'une dizaine d'espèces (mammifères et oiseaux) avaient été annulés par les tribunaux).